# Ilex yunnanensis
Ilex yunnanensis är en järneksväxtart som beskrevs av Adrien René Franchet. Ilex yunnanensis ingår i släktet järnekar, och familjen järneksväxter.

## Underarter
Arten delas in i följande underarter:
- I. y. gentilis
- I. y. parvifolia
- I. y. paucidentata

## Bildgalleri

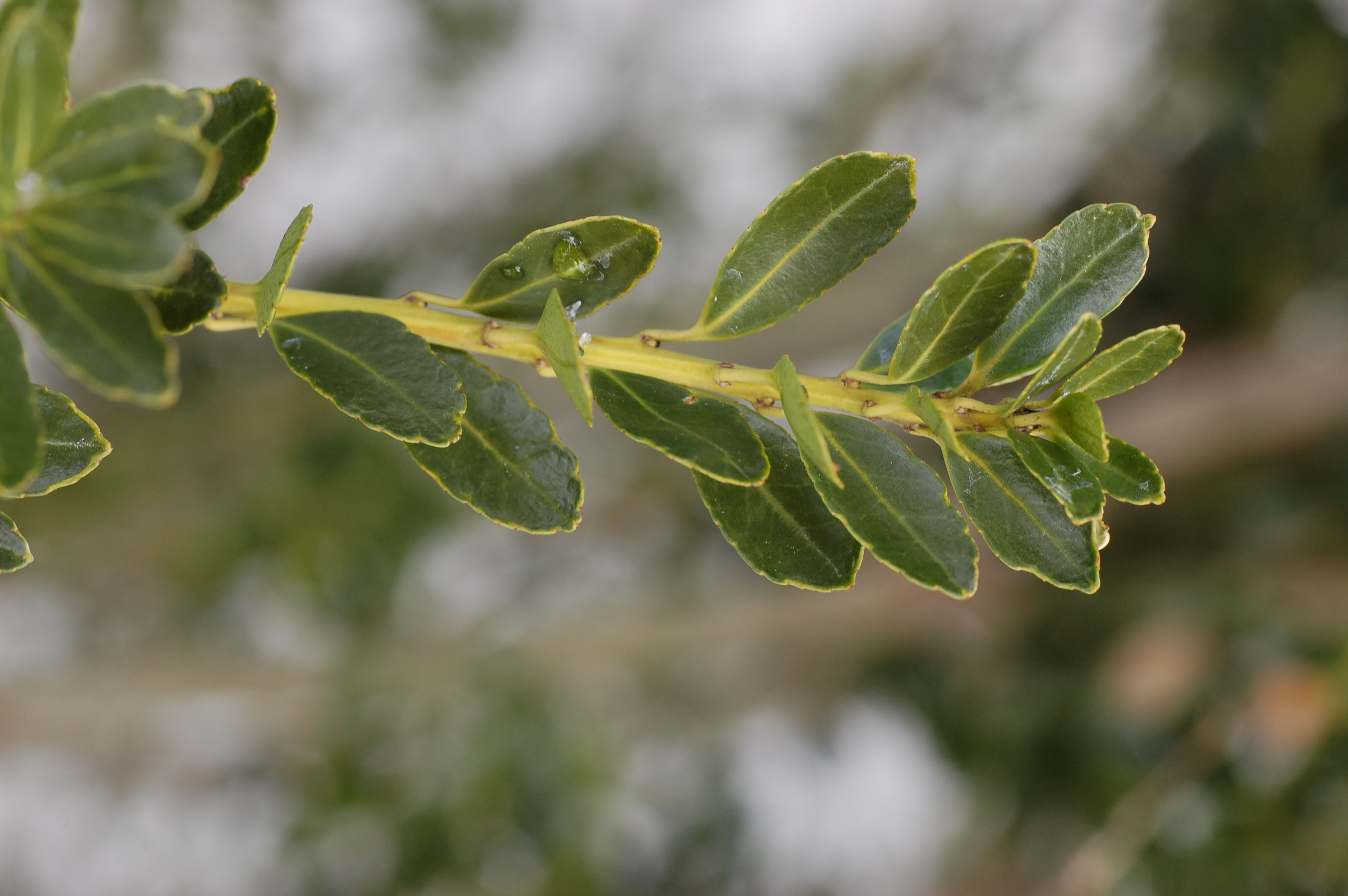